# Coupe du Président féminine (Irlande)
Pour les articles homonymes, voir Coupe du Président.
La Coupe du Président, en anglais President's Cup est une compétition de football disputée en Irlande. Elle oppose en début de saison le vainqueur du Championnat d'Irlande féminin de football et le vainqueur de la Coupe d'Irlande féminine de football de la saison précédente. La première édition de cette compétition a lieu en 2023.

## Histoire
Dans le cadre de la professionnalisation de la pratique féminine du football en Irlande, la Fédération d'Irlande de football crée la Coupe du Président en 2023. Comme pour sa version masculine, la Coupe du Président féminine oppose le vainqueur du championnat de la saison précédente au vainqueur de la Coupe d'Irlande. La rencontre a lieu juste avant le début du championnat et lance symboliquement la saison.
La première édition de la compétition oppose le Shelbourne Ladies Football Club à l'Athlone Town Association Football Club Ladies. Shelbourne ayant réalisé le doublé en remportant le championnat et la Coupe en 2022, c'est le deuxième du championnat qui est choisi comme adversaire. Pour cette première édition, la rencontre est programmée le 25 février 2023 à Athlone. L'équipe locale remporte le premier trophée de son histoire à l'épreuve des tirs au but.
En 2024, Athlone Town Ladies réalise le doublé en battant sèchement les championnes d'Irlande Peamount United 3-0.

### Vainqueurs
| Saison | Vainqueur           | Score            | Finaliste           | Stade                          |
| 2023   | Athlone Town Ladies | 2-2 t. a. b. 5-4 | Shelbourne Ladies   | Athlone Town Stadium (Athlone) |
| 2024   | Athlone Town Ladies | 3-0              | Peamount United     | Athlone Town Stadium (Athlone) |
| 2025   | Shelbourne ladies   | 2-1              | Athlone Town Ladies | Tolka Park (Dublin)            |